# Saltcoats (Saskatchewan)
Saltcoats est une ville de la Saskatchewan au Canada.

## Géographie
La localité de Saltcoats est située dans le sud-est de la province de Saskatchewan.

## Démographie
| 2011 | 2016 | 2021 |
| ---- | ---- | ---- |
| 474  | 484  | 473  |